# Tate Ellington
James Tate Ellington (nacido el 17 de abril de 1979) es un actor estadounidense. Interpretó a Aidan Hall, el mejor amigo de Tyler Hawkins (Robert Pattinson) en la película de drama romántico Recuérdame del 2010.

## Primeros años y educación
Ellington es de Madison, Mississippi, hijo de Deborah (Cochran) y James R. Ellington, propietarios de una empresa de construcción residencial. Recibió su educación secundaria en la Academia privada Madison-Ridgeland, en Madison, donde se graduó en 1997. En la escuela secundaria, fue center titular del equipo de fútbol de la escuela durante tres temporadas.
Ellington se matriculó en una doble especialización en arte y teatro en la Universidad de Misisipi, después de rechazar una beca para el Savannah College of Art and Design. Se graduó con una licenciatura en interpretación teatral y fue miembro de la fraternidad Sigma Chi.

## Carrera
Ellington interpretó a Oliver Hunt en The Elephant King (2006) y ha aparecido en programas de televisión como The Unusuals, Rescue Me, The Good Wife y Don't Trust the B---- in Apartment 23. Apareció en la producción de Broadway de 2009 de The Philanthropist, protagonizada por Matthew Broderick. Es mejor conocido por su papel del recluta del FBI Simon Asher en el thriller de ABC Quantico. A partir del 25 de septiembre de 2017, Ellington se unió al elenco principal del nuevo drama de NBC, The Brave. Interpretó a Noah Morgenthau en el thriller militar, que fue una de las dos primeras series nuevas anunciadas por NBC para la temporada 2017-18.
Ellington ganó el premio al Mejor Actor por su papel en The Elephant King en el Festival Internacional de Cine de Brooklyn de 2006.

## Vida personal
El 20 de mayo de 2012, Ellington se casó con la directora de casting Chrissy Fiorilli en Dixie Gin en Shreveport, Luisiana.

## Filmografía

### Películas
| Año  | Título                 | Papel                       | Notas         |
| ---- | ---------------------- | --------------------------- | ------------- |
| 2004 | Ariana                 | Karl                        | Cortometraje  |
| 2004 | Lower East Side        |                             | Cortometraje  |
| 2005 | You Are Alone          | Mike                        |               |
| 2006 | The Elephant King      | Oliver Hunt                 |               |
| 2007 | Descent                | George                      | Sin acreditar |
| 2008 | Red                    | Empleado de tienda de armas |               |
| 2009 | Taking Chances         | A.V. Scott                  |               |
| 2009 | Breaking Upwards       | Brian                       |               |
| 2009 | The Invention of Lying | Camarero #2                 |               |
| 2009 | Red Hook               | Gavin                       |               |
| 2010 | Recuérdame             | Aidan Hall                  |               |
| 2011 | Silver Tongues         | Alex                        |               |
| 2011 | Northeast              | Patrick                     |               |
| 2012 | The Kitchen            | Kenny                       |               |
| 2015 | Chronic                | Greg                        |               |
| 2015 | Straight Outta Compton | Bryan Turner                |               |
| 2015 | Sinister 2             | Dr. Stomberg                |               |
| 2017 | El infinito            | Hal                         |               |
| 2018 | A Patient Man          | Aaron Clarke                |               |
| 2019 | Tone-Deaf              | James                       |               |
| 2023 | Jess Plus None         | Nate                        |               |
| 2023 | Maggie Moore(s)        | Duane Rich                  |               |
| 2023 | Genie                  | Johnny                      |               |

### Televisión
| Año       | Título                                     | Papel             | Notas                                       |
| --------- | ------------------------------------------ | ----------------- | ------------------------------------------- |
| 2009      | The Unusals                                | Mark Stanwood     | Episodio: "One Man Band"                    |
| 2009      | Rescue Me                                  | Saul              | Episodio: "Jump"                            |
| 2010      | The Good Wife                              | Tim Willens       | Episodio: "Infamy"                          |
| 2012      | Don't Trust the B---- in Apartment 23      | Steven            | 2 episodios                                 |
| 2012      | The Glades                                 | Richard Oberman   | Episodio: "Close Encounters"                |
| 2013      | Psych                                      | Patrick Hess      | Episodio: "Juliet Wears the Pantsuit"       |
| 2014      | NCIS: Los Ángeles                          | Ira Wells         | Episodio: "Zero Days"                       |
| 2014      | Bad Teacher                                | Jerry             | Episodio: "The Bottle"                      |
| 2014      | The Walking Dead                           | Alex              | 2 episodios                                 |
| 2014      | Castle                                     | Henry Wright      | Episodio: "Clear & Present Danger"          |
| 2014      | Parenthood                                 | Griffin           | Episodio: "The Scale of Affection Is Fluid" |
| 2015      | The Mindy Project                          | Rob Gurglar       | 4 episodios                                 |
| 2015      | The Big Bang Theory                        | Mitchell          | Episodio: "The Skywalker Incursion"         |
| 2015–2016 | Quantico                                   | Simon Asher       | 22 episodios                                |
| 2016      | Shameless                                  | Chad              | 6 episodios                                 |
| 2016      | Rosewood                                   | Troy              | Episode "Secrets and Silent Killers"        |
| 2016      | The Blacklist                              | Miles McGrath     | Episode "Miles McGrath"                     |
| 2017–2018 | The Brave                                  | Noah Morgenthau   | 13 episodios                                |
| 2018      | Lethal Weapon                              | Daryl             | Episodio: "A Game of Chicken"               |
| 2018      | The Resident                               | Jason Thoms       | Episodio: "00:42:30"                        |
| 2019      | The Affair                                 | Dashiell          | Episode #5.4                                |
| 2019      | Unbelievable                               | Stephan Graham    | 2 episodios                                 |
| 2020      | Lincoln Rhyme: Hunt for the Bone Collector | Felix             | 10 episodios                                |
| 2021      | All Rise                                   | JA Ralph Carson   | Episodio: "Chasing Waterfalls"              |
| 2022      | Kenan                                      | David             | 2 episodios                                 |
| 2022      | Law & Order                                | Colin Baker       |                                             |
| 2022      | The Rookie: Feds                           | Jerry Palmer      | Episodio: "Felicia"                         |
| 2023      | FBI: Most Wanted                           | Benjamin Piccagli | Episodio: "Heaven Falling"                  |
| TBA       | Dick Bunny                                 | Wolfie            | Episodio: "Chapter Six"                     |

### Series web
| Año  | Título             | Papel     | Notas       |
| ---- | ------------------ | --------- | ----------- |
| 2012 | Wolfpack of Reseda | Ben March | 6 episodios |
| 2014 | The Britishes      | Max       | 2 episodios |

### Teatro
| Año  | Obra               | Papel | Teatro                   |
| ---- | ------------------ | ----- | ------------------------ |
| 2009 | The Philanthropist | John  | Teatro American Airlines |